# 4532 Копленд
4532 Копленд (4532 Copland) — астероїд головного поясу, відкритий 15 квітня 1985 року.
Тіссеранів параметр щодо Юпітера — 3,230.